# Дудичі (Пуховицький район)
Дудичі (біл. вёска Дудзічы) — село в складі Пуховицького району Мінської області, Білорусь. Село підпорядковане Новопольській сільській раді, розташоване в центральній частині області.

## Відомі особистості
В поселенні народився:
- Тодар Верниковський (1861—1938) — білоруський банкір, політичний та релігійний діяч.
- Ельський Олександр Карлович (1834—1916) — білоруський історик, літературознавець, краєзнавець, публіцист.